# Río Naranjillo
Der Río Naranjillo ist ein 55 km langer rechter Nebenfluss des Río Mayo in der Provinz Rioja in der Region San Martín im zentralen Norden Perus.

## Flusslauf
Der Río Naranjillo entspringt in einem Höhenkamm im äußersten Südwesten des Distrikts Awajún. Das Quellgebiet liegt auf einer Höhe von etwa 3500 m innerhalb des Waldschutzgebietes Bosque de Protección Alto Mayo. Der Río Naranjillo fließt in überwiegend nordöstlicher Richtung. Bei Flusskilometer 25 erreicht er die Beckenlandschaft des oberen Río Mayo. Bei Flusskilometer 14 passiert er die Kleinstadt Naranjillo. Er mündet schließlich auf einer Höhe von etwa 830 m in den nach Südosten strömenden Río Mayo. 

## Einzugsgebiet
Das Einzugsgebiet des Río Naranjillo umfasst eine Fläche von 295 km². Es erstreckt sich über Teile der Distrikte Awajún und Nueva Cajamarca. Das Einzugsgebiet grenzt im Norden an das des Río Túmbaro. Die Mündungen von Río Naranjillo und Río Túmbaro haben sich aufgrund eines Flussschlingendurchbruchs des Río Mayo in den letzten Jahren verändert. Die beiden Flüsse münden nun an derselben Stelle in den Río Mayo. Im Westen grenzt das Einzugsgebiet des Río Naranjillo an das des Río Naranjos, im Südwesten an das des Río Imaza, im Südosten an das des Río Tonchima (im Oberlauf: Río Salas) sowie im Osten an die der Flüsse Río Yuracyacu und Río Soritor. Der Höhenkamm ist überwiegend bewaldet. Die Beckenlandschaft besteht hauptsächlich aus landwirtschaftlichen Nutzflächen. Es gibt aber auch urbane Flächen mit der Stadt Naranjillo.